# درون (آلبوم الوی)
«درون» (به انگلیسی: Inside) نام دومین آلبوم از گروه پراگرسیو راک آلمانی، الوی است که در سال ۱۹۷۳ میلادی منتشر شد.

## فهرست آهنگ‌ها
تمام ترانه‌های نوشته‌شده توسط الوی
طرف اول
1. «زمین هیچ‌کس» – ۱۷:۱۴

طرف دوم
1. «درون» – ۶:۳۵
2. «شهر آینده» – ۵:۳۵
3. «بالا و پایین» – ۸:۲۳

بانس ترکز از ۲۰۰۰ دیجیتال ری‌مستر
1. "سپیده‌دم" – ۳:۳۹
2. "در جاده " – ۲:۳۰

## اعضا
- فرانک بورنمان – گیتار، خوانندگی، ساز کوبه‌ای
- مانفرد ویسزورکه – ارگ (ساز), خواننده، گیتار، پرکاشن
- ولفانگ استاکر – گیتار بیس
- فریتز رندو – درام (ساز), Steel-string acoustic guitar, پرکاشن، فلوت